# Сан-Кристован (район Рио-де-Жанейро)

Сан-Кристован (порт. São Cristóvão) — один из районов Рио-де-Жанейро, находящийся в Центральной зоне города.

## История
Первыми известными обитателями территории современного района Сан-Кристован были индейцы тамойо. После открытия Бразилии и колонизацией её Португалией на этом месте поселились иезуиты. В 1759 году Себастьян Жозе Помбал изгнал с этой территории иезуитов, которая была разделена на мелкие фермы и «квинты» (резиденции, расположенные в сельской местности). Среди них была и Кинта-да-Боа-Виста.
В 1810 году король Жуан VI сделал Кинту-да-Боа-Висту своей официальной резиденцией во дворце Сан-Кристован. Вокруг него выросли особняки и улицы, было проведено освещение улиц. Местная аристократия переехала в этот район.
На протяжении XIX века у моря вблизи района было отвоёвано у моря, также были осушены болота. Педру II, второй император Бразилии, родился и вырос в этом районе, отсюда же он правил страной на протяжении почти половины столетия. Во время его правления район Сан-Кристован модернизировался, в нём открывались производства. Педру II был свергнут в результате военного переворота 15 ноября 1889 года и дворец в Кинта-да-Боа-Виста стал музеем в 1893 году.
В 1940 году была открыта Авенида Бразил, важнейшая транспортная артерия района Сан-Кристован.
В результате индустриализации 1950-х и 1960-х годов Сан-Кристован стал привлекать к себе многочисленных мигрантов с различных концов Бразилии, особенно из Северо-восточного региона.

## Спорт
В районе Сан-Кристован базируется одноимённый футбольный клуб «Сан-Кристован». Клубный стадион Фигэйра-де-Мелу, также известный под прозвищем Фигэйринья, располагается в этом же районе.

## Достопримечательности района

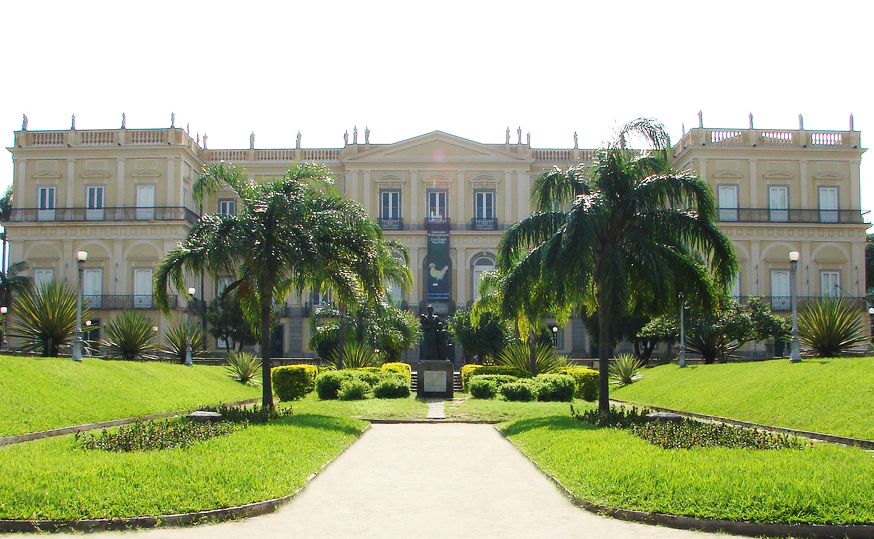
Бывший Императорский дворец, ныне Национальный музей, расположенный в районе Кинта-да-Боа-Виста.

В районе находится ряд исторически важных зданий, часть из них преобразованы в исторические музеи, такие как Museu do Primeiro Reinado и Museu Militar Conde de Linhares.
Национальный музей Бразилии с его библиотекой и зоопарк Рио-де-Жанейро расположены в парке Кинта-да-Боа-Виста.
В районе находится две церкви: церковь Сан-Кристован (Igreja de São Cristóvão) и церковь святого Эдвига (Igreja de Santa Edwiges).
Ярмарка в Сан-Кристоване (Feira de São Cristóvão) также привлекает внимание посетителей.